# Precis singha
Precis singha är en fjärilsart som beskrevs av Fabricius 1793. Precis singha ingår i släktet Precis och familjen praktfjärilar. Inga underarter finns listade i Catalogue of Life.